# Монсоро (замок)

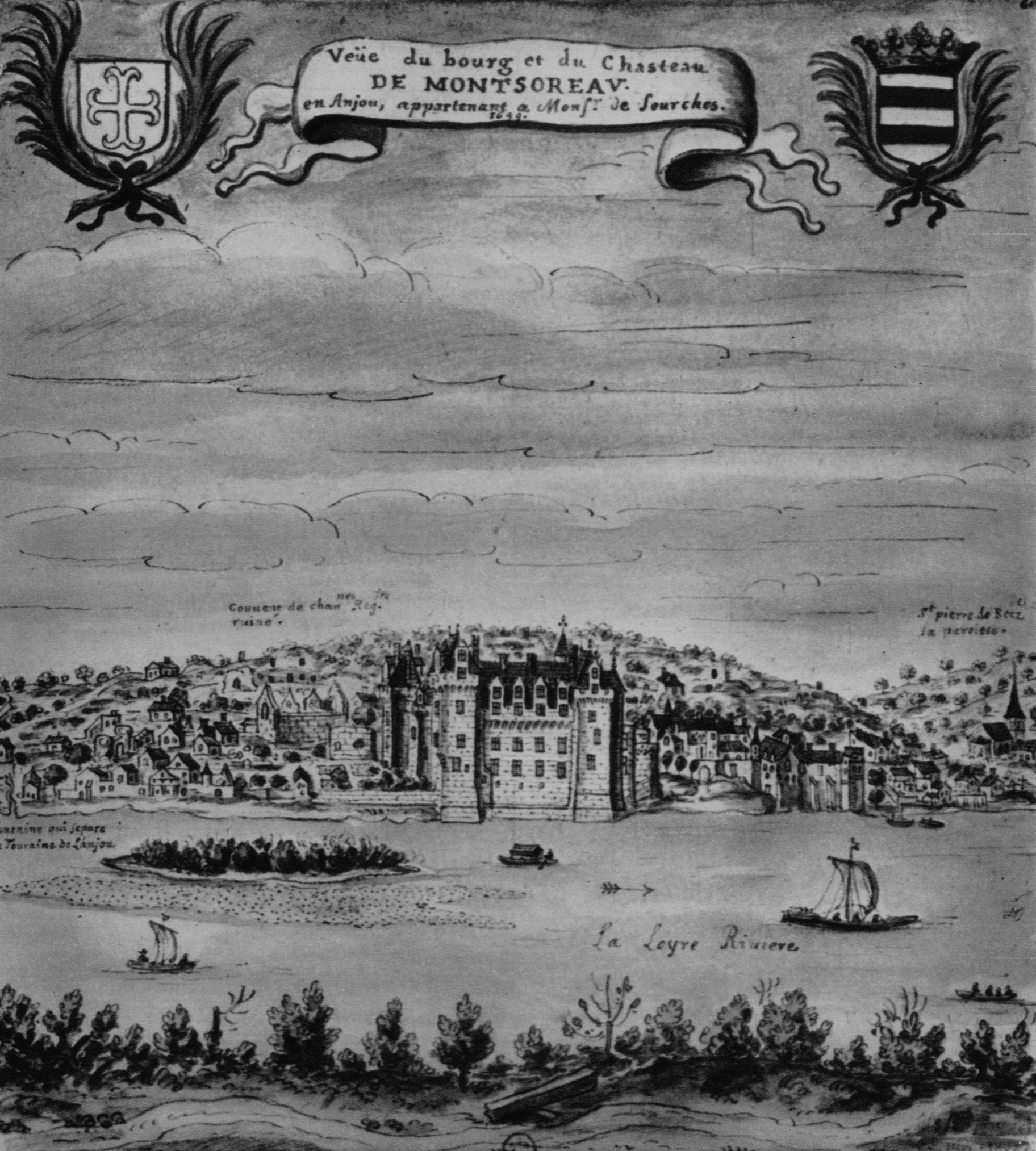
Замок Монсоро в XVII столітті

Монсоро (фр. Château de Montsoreau) — замок в готичному і ренесансному стилі, розташований в Долині Луари в муніципалітеті Монсоро на південному сході департаменту Мен і Луара в регіоні Пеї-де-ла-Луар, Франція. З 8 квітня 2016 року тут знаходиться замок Монсоро-Музей сучасного мистецтва. Побудований в стратегічному місці, на скелястому мисі в місці злиття річок Луари і В'єнна, він знаходиться на перетині трьох регіонів: Анжу, Пуату і Турень. Це будова, що переходить від замку до міського палацу, унікальне тим, що це єдиний замок Луари, побудований на руслі річки.
Монсоро був увічнений багато разів, в тому числі Александром Дюма в його романі Графиня де Монсоро, написаному між 1845 і 1846 роками, Вільямом Тернером в акварелі, зображує замок і мис В'єнна, Франсуа Рабле в Ґарґантюа та Пантаґрюель, який дав Монсоро в якості нагороди Ітіболе після його перемоги, і Огюстом Роденом, який ідеалізує його в малюнку, що зберігається в Музеї Родена.
Класифікований як історичний пам'ятник в 1862 році, він був включений в список Всесвітньої спадщини ЮНЕСКО як частина всієї долини Луари між Сюллі-сюр-Луар і Шалон-сюр-Луар.

## Етимологія

### Латинська
Слово Монсоро вперше з'являється в 1086 році в картулярії на латинській мові: Castrum Monte Sorello або Mons Sorello. Mons або Monte позначає скелястий мис. Що ж стосується походження і тлумачення слова Сорелл, то вони поки невідомі, але, за словами Ернеста Негр, слово означало «хижий» або «рудий» . Скала, була зобов'язана своєю щодо давньої популярністю тому факту, що вона розташовувалася в самому руслі Луари, частково оточена її водами в періоди високих вод. Крім того, ще до того, як була побудована фортеця, адміністративна будівля або культову споруду вже займало місце з часів Римської Галлії.

### Літературний
У своєму романі Графиня де Монсоро Александр Дюма бавиться тим, що знаходить особливе Походження імені замку, отримуючи його з фрази Мишача гора:
|                                            | - Куди поспішати? Герцог Анжуйський почекає. Цей Монсоро збуджує мою цікавість. Він якийсь дивний. Не знаю чому, але, як тобі відомо, при першій зустрічі з людиною буває щось на зразок передчуття, так от, мені здається, що мені з ним ще доведеться зіткнутися. А ім'я у нього яке-Монсоро! - Мишача гора, – пояснив Антраге,-ось його етимологія; по-латині Mons soricis. Мій старий абат пояснив мені це сьогодні вранці. |
| — Александр Дюма, Графиня де Монсоро, 1846 | |

## Історія
Перша фортеця зведена тут в 990 році Одо, першим графом де Блуа. У 1001 році замок завоював граф Фульк III Нерра і передав його Готьє I Монсоро зі знатної анжуйської родини. Таким чином, Castrum Monsorelli став одним з сорока укріплених замків в Анжу і одним з небагатьох, який отримав назву на честь власника, на рубежі 1000 року. Поблизу замку з'явилося місто. Фульк з Готьє обнесли його фортечною стіною, чому місцевість близько 150 років була неприступна. Двічі (в 1152 і 1156 роки) замок облягав англійський король Генріх II Плантагенет.
У 1450 року закінчилася Столітня війна. Замок Монсоро був зведений у 1455 році Жаном де Шамбом, старшим радником короля Карла VII, у місці злиття двох рік, Луари та В'єнни, з метою встановлення контролю над річковим сполученням.
Найвідомішим мешканцем замку Монсоро був, безумовно, Шарль де Шамб, граф де Монсоро, який став прототипом одного з головних героїв роману Олександра Дюма-батька «Графиня де Монсоро», і чия історія лягла в основу однієї з сюжетних ліній роману. Шарль де Шамб служив ловчим і камергером графа Анжуйського, а його дружина Франсуаза де Мерідор (в романі вона названа Діаною) була фрейліною королеви-матері Катерини Медічі. На одному з бенкетів в Анже Франсуаза познайомилася з губернатором Анжу, графом де Бюссі. В останнього була погана репутація дуелянта і розпусника, через що він був змушений у 1579 році покинути королівський двір і поїхати в провінцію. Там він, нудьгуючи по столиці, починає залицятися до Франсуази де Монсоро, чоловік якої перебував на той час у Парижі. Франсуаза, не відповідаючи взаємністю на залицяння, втім, не проганяла настирливого залицяльника. Можливо, обурений такими стосунками, де Бюссі у листах до своїх паризьких друзів починає хизуватися любовними пригодами з графинею де Монсоро. Один з цих листів потрапив до короля Генріха III, який люто ненавидів де Бюссі і віддав листа Шарлю де Шамбу. Розлючений граф відправився в провінцію до своєї дружини і під дулом пістолета змусив її написати записку де Бюссі, у якій та начебто запрошувала його на побачення. 19 серпня 1579 року де Бюссі прийшов до замку, де мешкала графиня де Монсоро, але потрапив у пастку. На нього накинулися десять слуг графа, він вбив чотирьох з них, але його шпага зламалася і він намагався вистрибнути у вікно, коли де Шамб вдарив його кинджалом, смертельно поранивши.
У Шарля і Франсуази було шестеро дітей: два сини та чотири доньки. Старший, Рене, в середині XVII століття був оголошений шахраєм і фальшивомонетником, і втік до Англії. З тих часів замок Монсоро стояв закинутий та іноді використовувався як торговий склад. У 1862 році замок було внесено до державного реєстру історичних пам'яток. У 1913 році замок перейшов у підпорядкування до Генеральної Ради Мена і Луари, яка у 1923—1932 роках провела тут масштабні реставраційні роботи.
У XXI столітті в замку Монсоро діє постійна експозиція «Образи Луари», яка розповідає про регіон. Також в замку розташований невеликий музей загону марокканської кінноти, заснований генералом Дамадом. У музеї зібрані зброя, військова атрибутика та регалії цієї кавалерійської частини, яка брала участь у завоюванні Марокко, а пізніше — в італійській кампанії у Другій світовій війні.
Територія Монсоро є центром регіонального парку Луара—Анжу—Турень.

## Архітектура
Замок Монсоро зведений з білого пісковика, який є типовим будівельним матеріалом більшості замків Луари. Замок складається з прямокутного головного об'єму та двох веж. В архітектурі північного фасаду збереглися риси, що вказують на первісне військове призначення замку. У період епохи Відродження замок був перебудований у відповідному стилі: з'явилися каміни, ґвинтові сходи, просторі зали, настінний розпис. Також в замку є восьмикутна оглядова вежа, зведена у XV столітті в італійському стилі.
Монсоро разом з особняком Жака Кера в Бурже (бл. 1443 г.) і замок Шатоден (бл. 1460 г.) є одним з найстаріших зразків архітектури, орієнтованих на задоволення. Дійсно, головна будівля легко піддається датування, так як в двох королівських паспортах 1455 згадується перевезення свинцю і дерев'яних дощок під час робіт. Пріоритет, що віддають висвітлення і внутрішньої організації житла на шкоду раціональної оборонній системі, а також оригінальна система люкарн, свідчать про бажання досягти балансу між внутрішнім комфортом і естетикою. Вежа епохи Відродження є ще однією визначною пам'яткою замку. Будова декорас його добре вираженими карнизами, великими пілястрами, вирізаними капітелями, і уявлення орнаментів, що виділяються в голих рамах, насправді не дуже близькі до відомих зразків раннього французького Ренесансу. Восьмикутна вежа, вписана в правий кут фасаду, що виходить на двір, утворює перехід між Готикою і Французький Ренесанс і характерна для пізнього стилю Людовика XII.
Гвинтові сходи ведуть на перший і другий поверхи замку. Вона увінчана балюстрадою, що складається з двох рядів туфових перекладин, закритих круглими шиферними плитами, і закінчується красивим пальмовою склепінням, вісім ребер якого впираються в центральну колону, яка продовжує основу сходи. Це один з чотирьох прикладів таких склепінь, відомих в Анжу, разом з замком короля Рене Доброго в Боже, будинком Барро в Анже і ратушею Сомюра.Снаружі двері в формі Коробової кривої, увінчана чотирма знаходяться один над одним вікнами, чиї опорні арки, обрамлені прикрашеними пілястрами, підкреслюють вертикальність. Украшеніе в італійському стилі включає в себе медальйони, а іноді і складні мотіви.На антаблемент над нижнім вікном зображений барельєф із зображенням голови, обрамлений путті.Над другим вікном шолом оточений ветвевідним орн том.На вимпелі напис « Chambes crie », натякає на будівельника замку. На антаблемент третього вікна представлена особливо цікава сцена: під широкою смугою, що розгортається над верхньою частиною, по обидва боки загадкового зображення стоять дві мавпи: одна з тварин піднімає за допомогою ланцюга камінь, на якому встановлено маленьку мавпу. На стрічці можна прочитати девіз де Шамба « Je le feray ». Нарешті, над високим вікном розташований олень у стані спокою, символ полювання.
Наявність раковин на мотузці і на стовпах дозволяє припустити, що сходи могла бути побудована з нагоди одруження Анн де Лаваль з Філіпом де Шамба, що відбувалася в 1530 році, але схожість, що спостерігається з прикрасою парадного павільйону Замку Гайон, скоріше говорить про те, що вона датується більш раннім періодом.

## Галерея

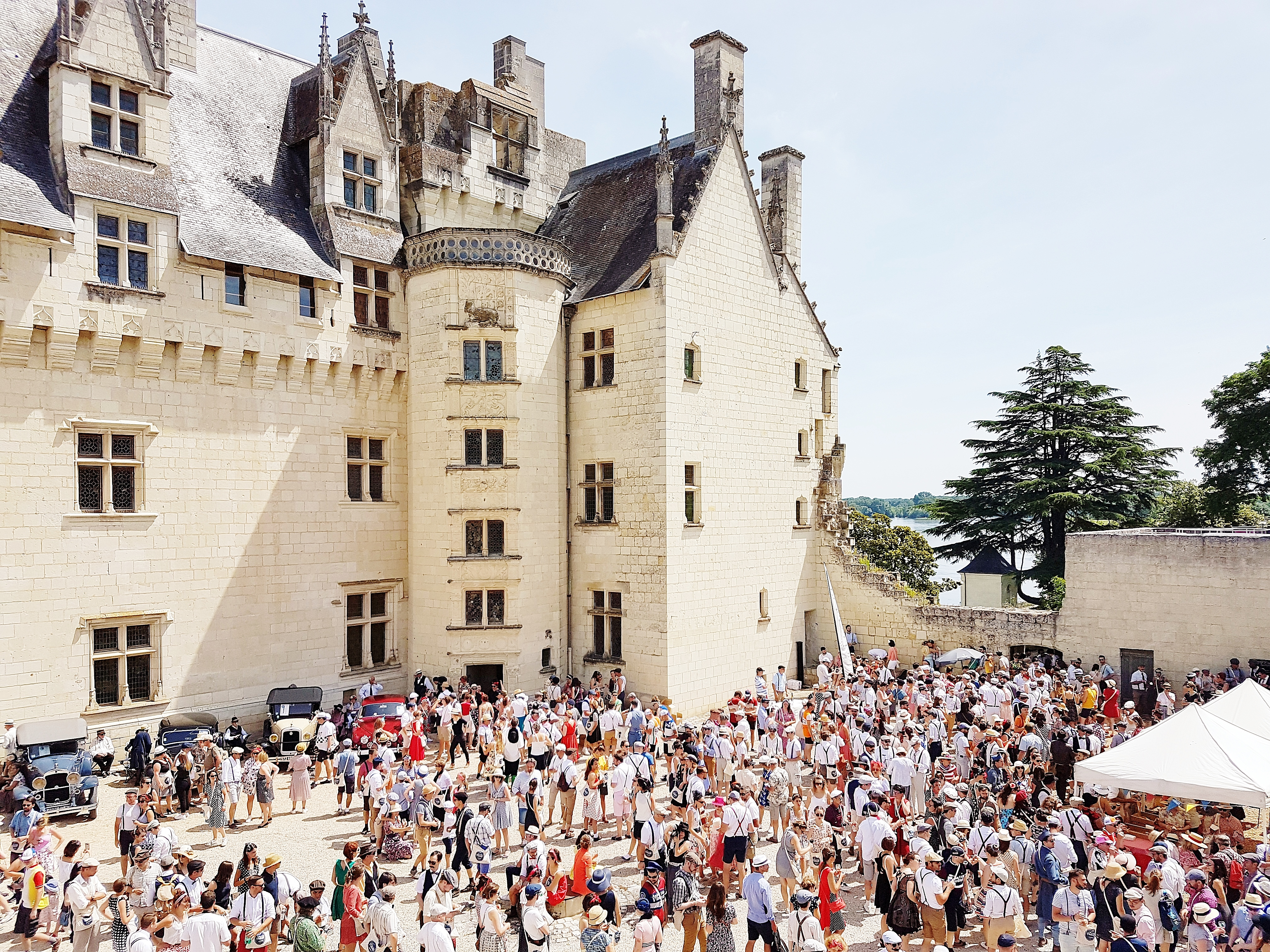
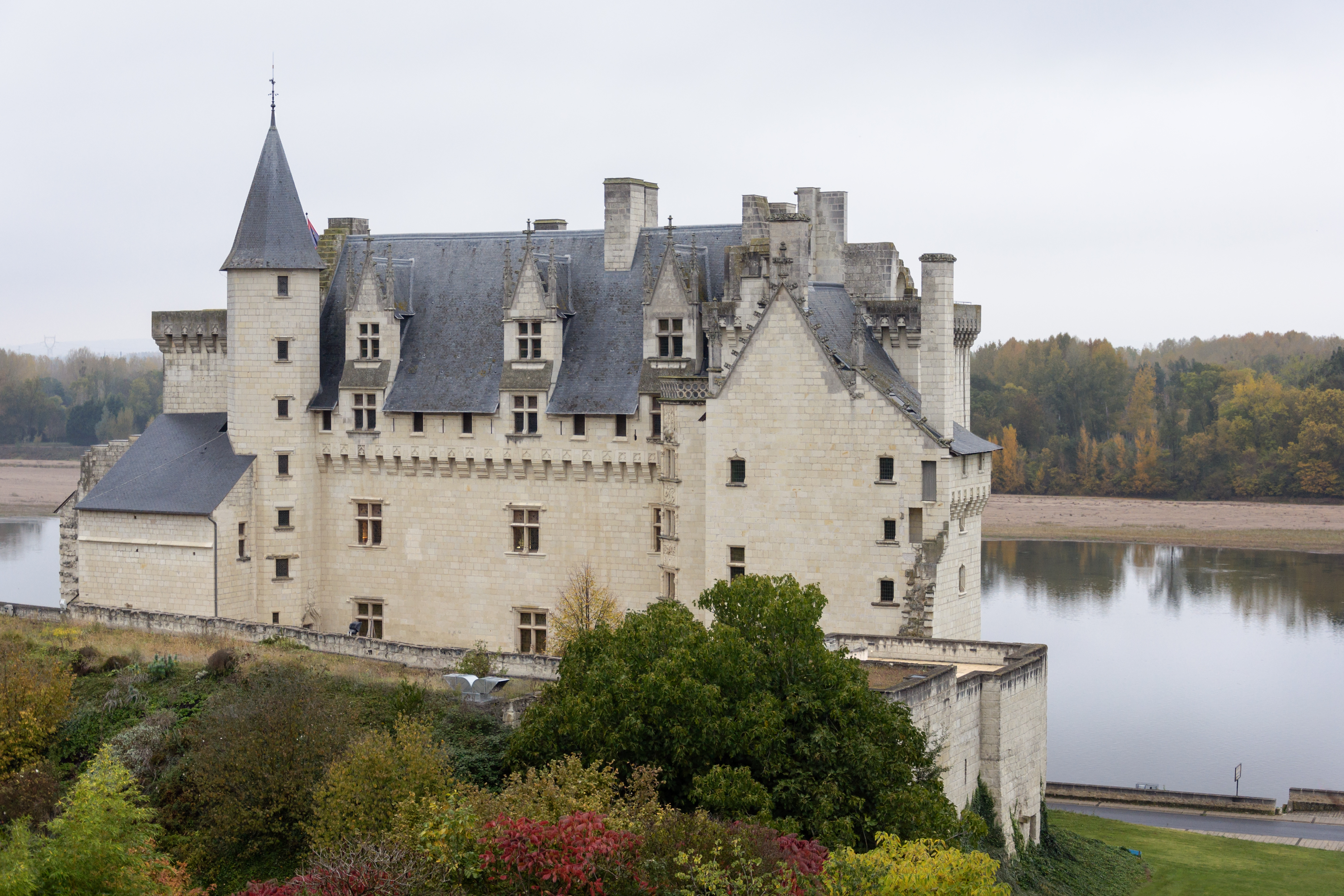
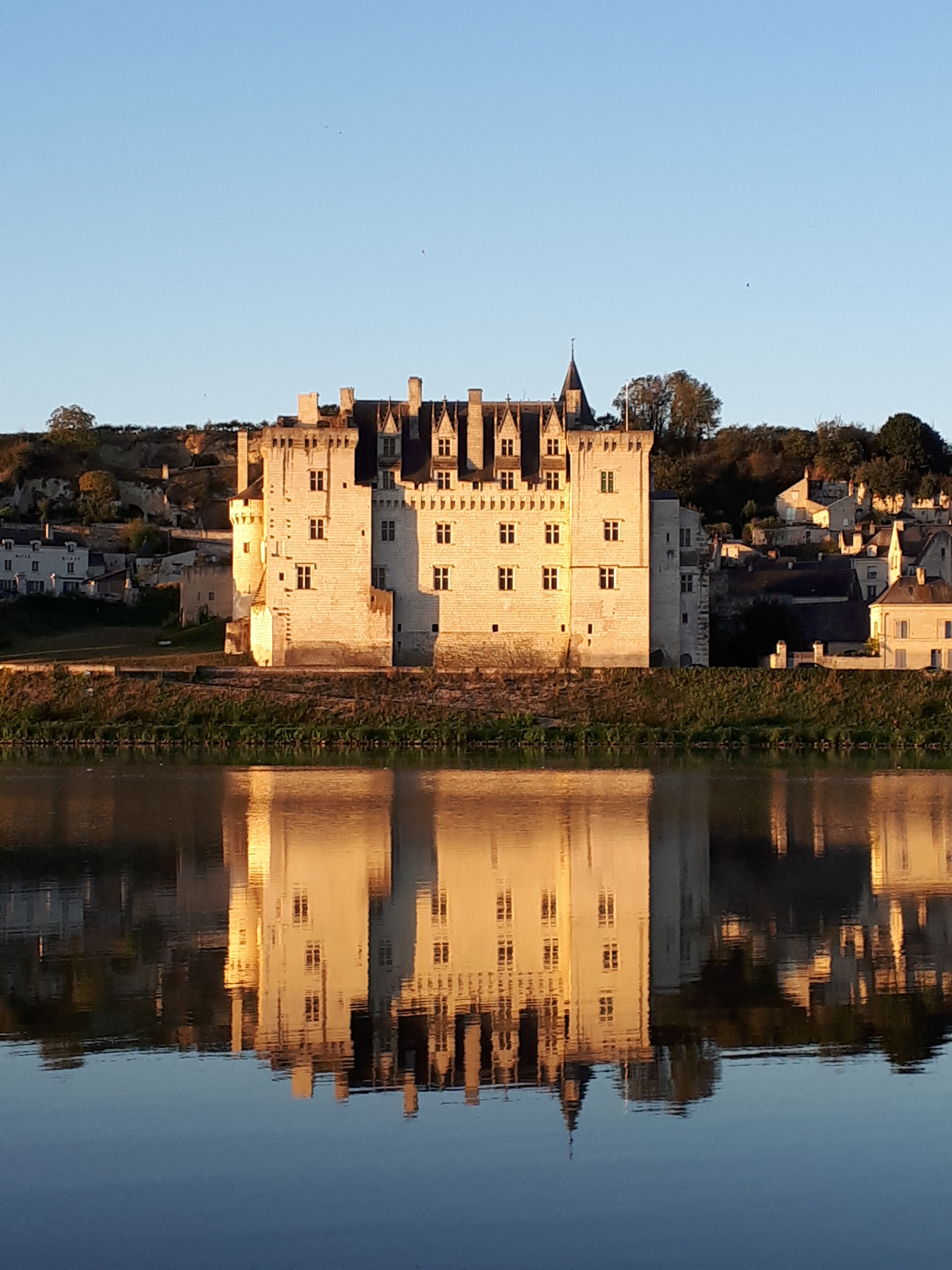
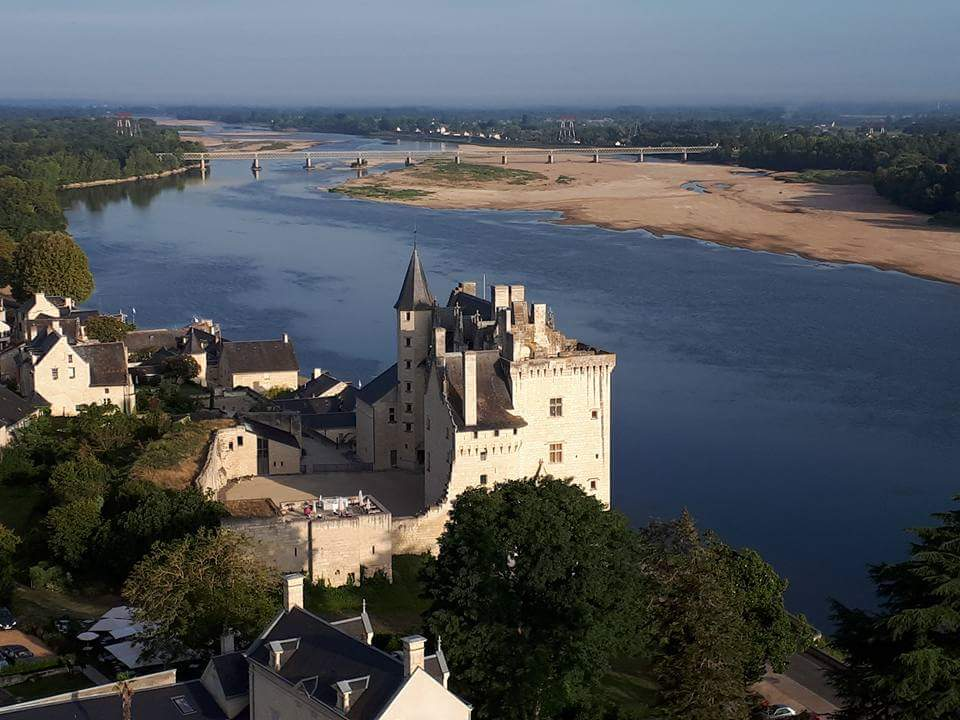
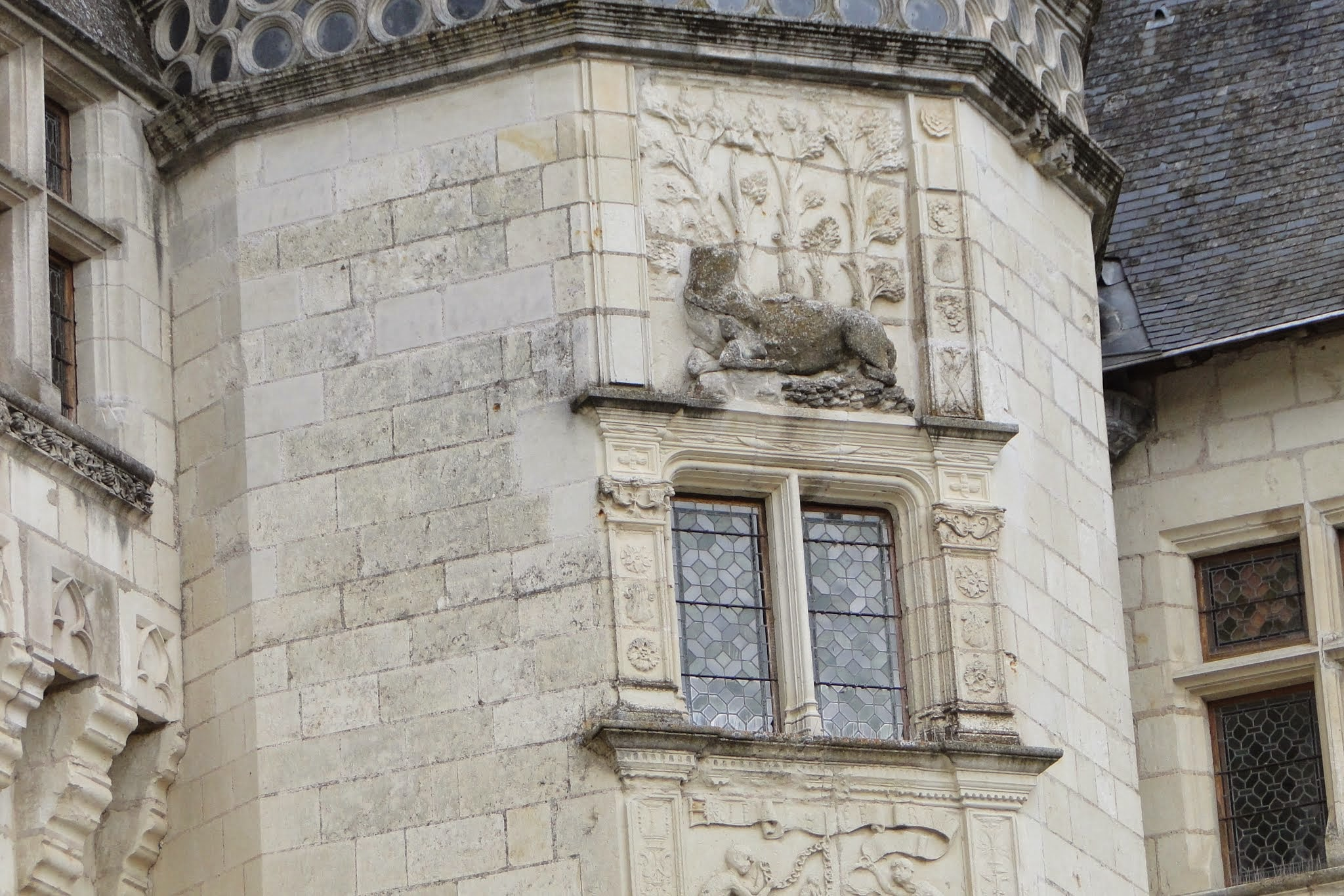
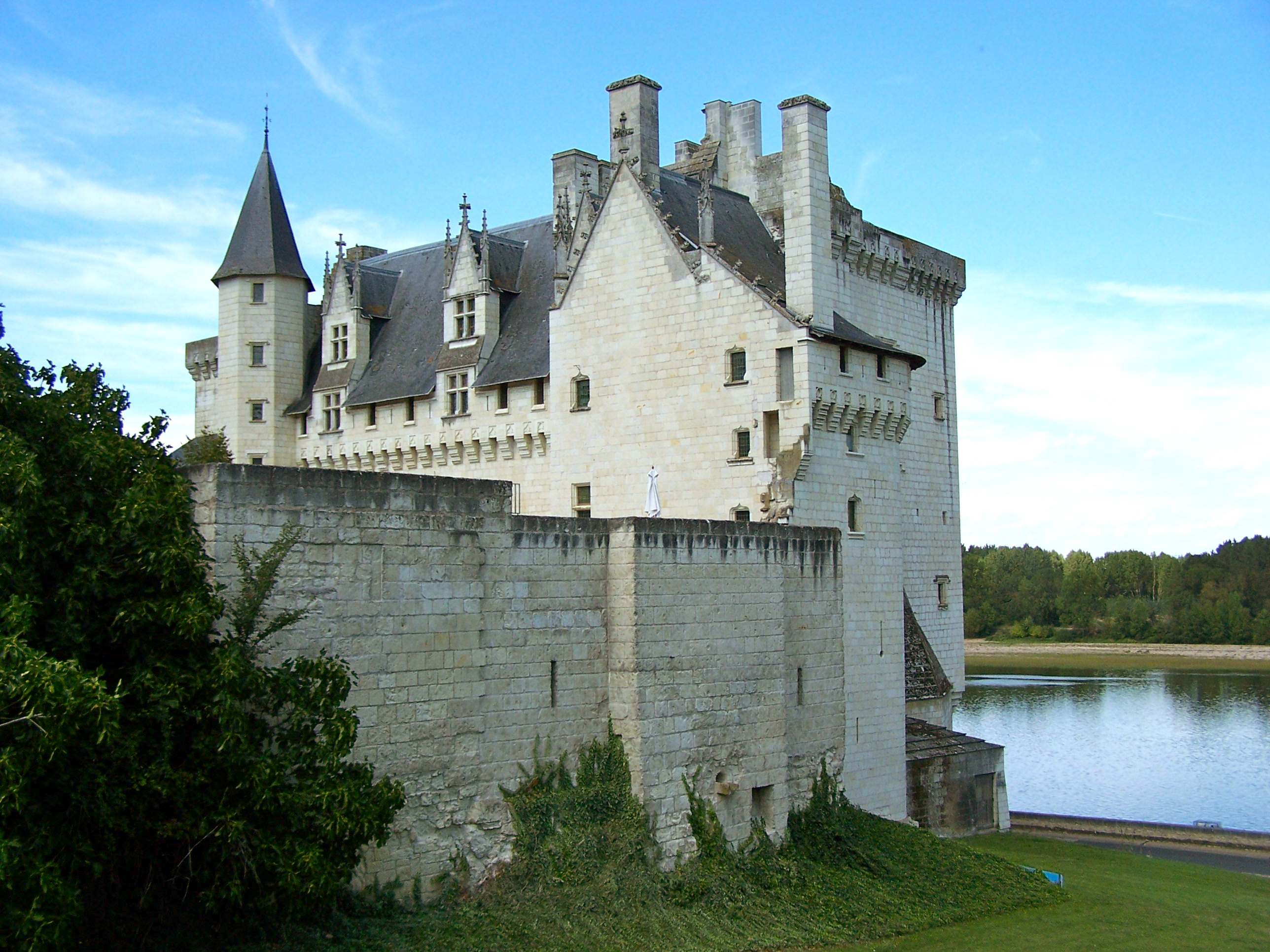
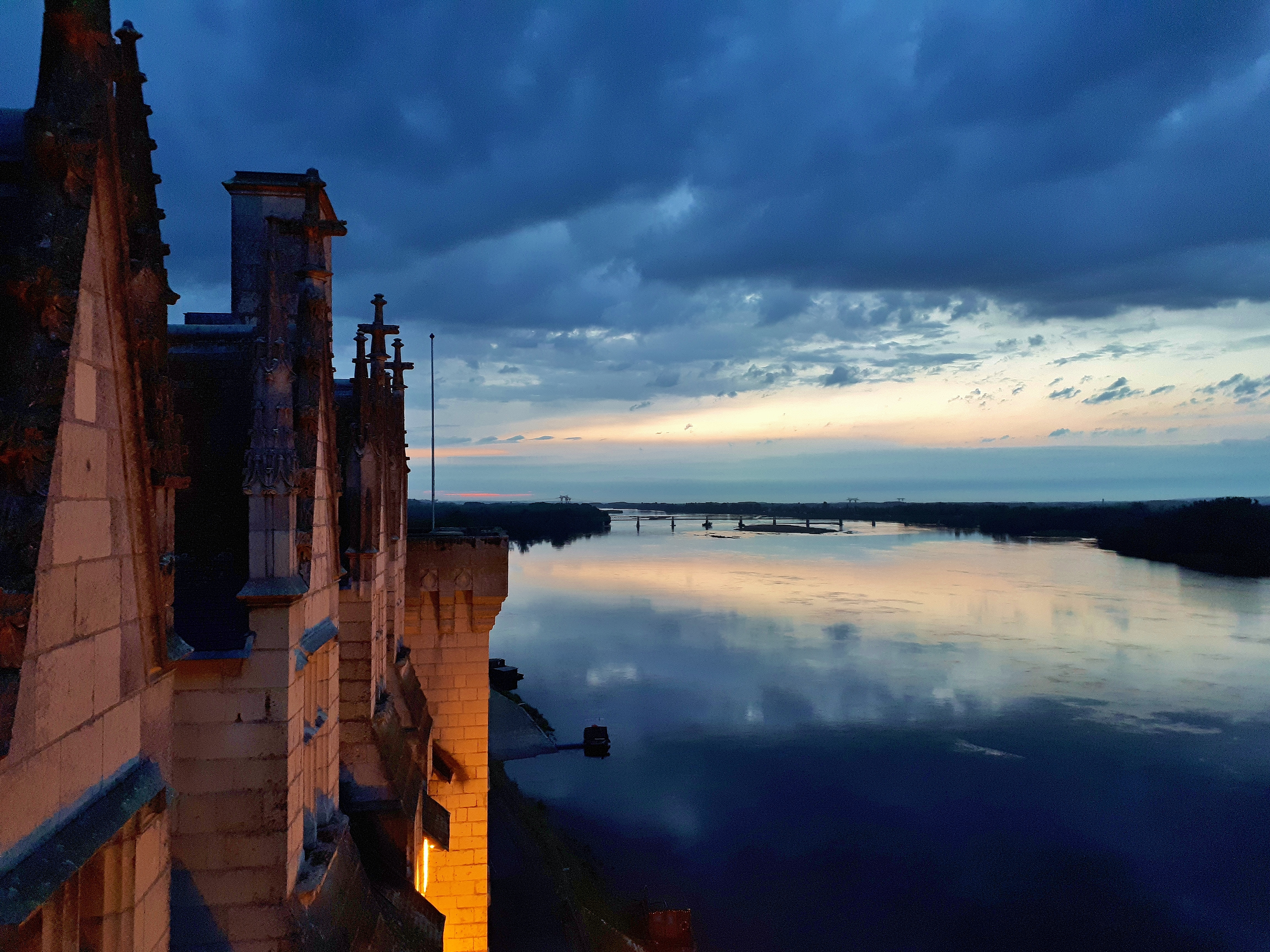
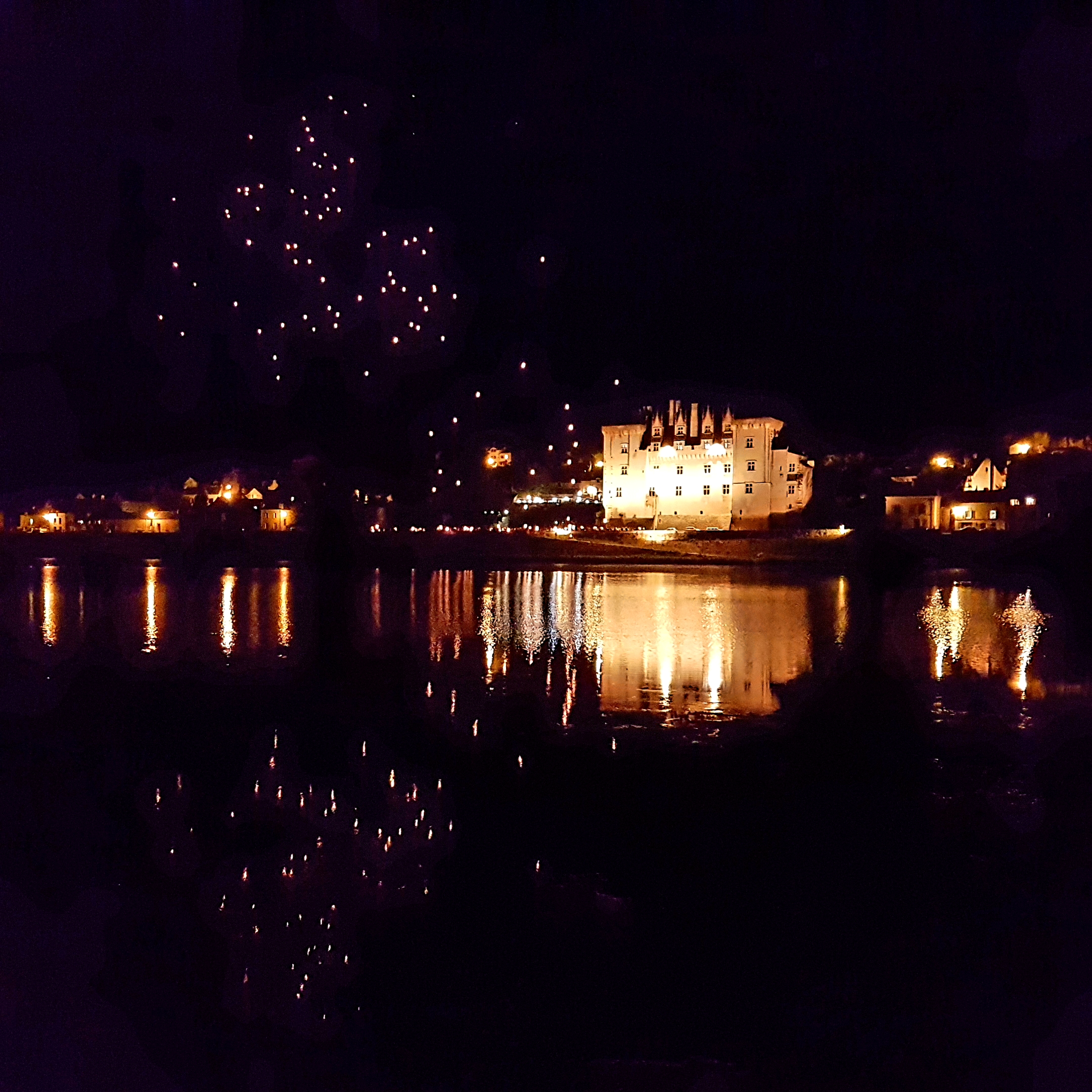